# Liberace
Władziu Valentino Liberace (West Allis, Wisconsin, 16 de mayo de 1919-Palm Springs, California, 4 de febrero de 1987), más conocido por su apellido, Liberace, fue un showman y pianista estadounidense de ascendencia polaca e italiana, de gran popularidad. Devoto católico, inspiraba a su público con su cálida cercanía y su inagotable y generoso espíritu pletórico de alegría en sus espectáculos.

## Biografía
Era conocido como «Lee» por sus amigos, y como «Walter» por su familia. Sus padres eran Frances Zuchowska (31 de agosto de 1892-1 de noviembre de 1980), de origen polaco, y Salvatore «Sam» Liberace (9 de diciembre de 1885-1 de abril de 1977), un emigrante de Formia, Italia. Tuvo un hermano gemelo que murió al nacer y nació con un saco amniótico, lo que en su familia, como en muchas sociedades, se tomaba como un signo de genialidad y un futuro excepcional.
Salvatore, el padre de Liberace, fue músico y tocaba la trompa en las bandas y salas de cine, aunque a veces también trabajó como obrero en una fábrica. Su padre alentó el amor por la música en la familia, mientras que su madre no era muy musical y consideraba que las lecciones de música y un tocadiscos eran un lujo que no podían pagar, provocando de esta manera disputas familiares.
Liberace comenzó a tocar el piano a los cuatro años. Su padre llevó a sus hijos a los conciertos acercándolos aún más a la música, siendo a su vez muy exigente con ellos en la práctica y el rendimiento. Liberace empezó a memorizar piezas difíciles a los siete años. Además, estudió la técnica del famoso pianista polaco, y más tarde amigo de la familia, Ignacy Paderewski y luego se reunió con él en el backstage del Teatro Pabst en Milwaukee. 
La Gran Depresión (alrededor de 1929) fue muy dura para la familia financieramente. Por aquel entonces el adolescente Liberace también sufrió de un problema del habla y sufrió de las burlas de los niños del barrio que se reían de su rechazo hacia los deportes y su afición por el piano y la cocina. Liberace prefirió centrarse en su piano y progresó bajo la instrucción del profesor de música Florence Kelly, quien guio su desarrollo musical durante diez años. Adquirió experiencia tocando música popular en los cines, la radio local, en clases de baile, en los clubes, y en bodas. Tocó jazz con un grupo de la escuela llamado «Mixers» en 1934, y luego con otros grupos más adelante. También actuó en cabarets y clubes de estriptis, y aunque sus padres no estaban de acuerdo, fue su forma de ganarse la vida en tiempos difíciles.
Durante un tiempo, Liberace adoptó el nombre artístico de «Busterkeys Walter». También mostró interés por el dibujo, el diseño y la pintura, y se convirtió en un exigente seguidor de la moda. Para entonces, ya estaba mostrando la habilidad de convertir sus excentricidades para llamar la atención, y se volvió más popular en la escuela, aunque sobre todo como un objeto de burla.
En una competencia formal de música clásica en 1937, Liberace fue elogiado por su «estilo y talento para el espectáculo». Al final de un concierto de música académica en La Crosse, Wisconsin, en 1939, Liberace interpretó su primer bis solicitado, «Tres pequeños peces», que tocó al estilo de varios compositores clásicos. El intérprete de 20 años de edad, tocó con la Orquesta Sinfónica de Chicago el 15 de enero de 1940, en el Pabst Theatre en Milwaukee, Wisconsin, interpretando el Concierto de Piano Número 2 de Liszt bajo la dirección de Hans Lange, por la que recibió buenas críticas.
Entre 1942 y 1944, Liberace se alejó de interpretación clásica formal y reinventó su acto con un «pop con un poco de los clásicos», o como también lo llamó «la música clásica donde las partes aburridas quedaron fuera.» 
En los años cuarenta, se dirigió a la ciudad de Nueva York, y a mediados de esa década ya estaba actuando en clubes nocturnos en las principales ciudades de los Estados Unidos. Liberace pasó de ser pianista de música clásica a showman, y de manera impredecible y caprichosa combinó música seria con piezas ligeras, por ejemplo, Chopin, con «Home on the Range».
Durante un tiempo, tocaba el piano junto a un tocadiscos en el escenario. El truco ayudó a llamar la atención. También añadió la interacción con las peticiones de la audiencia, hablando con los clientes, haciendo bromas, dando lecciones a los miembros del público y comenzó a prestar más atención a detalles tales como la puesta en escena, la iluminación, y la presentación. 
En 1943, Liberace apareció en un par de Soundies (una especie de precursores rodados de 1940 a 1946 de los vídeos musicales; duraban unos tres minutos y se visualizaban en máquinas expendedoras por unas monedas). En 1944, hizo sus primeras apariciones en Las Vegas, ciudad que más tarde se convirtió en su principal lugar para presentaciones. Liberace ya estaba tocando en los mejores clubes, finalmente aparece en el célebre «Persian Room» en 1945.
Liberace trabajó sin descanso para perfeccionar sus actuaciones. Agregó el candelabro sobre el piano como un accesorio de firma y adoptó «Liberace», como su nombre artístico, señalando en sus comunicados de prensa que debía pronunciarse «Liberachi». 
En 1947, se promocionaba como «Liberace, el más sorprendente virtuoso del piano de hoy». Por este motivo, tenía que tener un piano para que coincida con su presencia cada vez mayor, así que compró un piano de cola BlüthnerGrand, de gran tamaño, forrado en hoja de oro, que fue promocionado como un «piano que no tiene precio». Liberace se trasladó a Hollywood, California. Actuaba en clubes locales, como Ciro y Mocambo, para estrellas de Hollywood como Rosalind Russell, Clark Gable, Gloria Swanson, y Shirley Temple. No siempre tocaba con las salas llenas, pero desde el principio aprendió a actuar con energía extra ante esas multitudes dispersas, con el fin de mantener su propio entusiasmo.
Liberace creó así una publicidad muy exitosa que le ayudó a despegar hacia la fama. En 1950, actuó ante el presidente Harry S. Truman, un amante de la música, en la sala Este de la Casa Blanca. 
A pesar de tener éxito en el circuito de los clubes nocturnos y salas de baile, donde él era a menudo un actor intermedio, su ambición era llegar a un público más amplio como estrella del cine y la televisión. Fue así que Liberace comenzó a ampliar su acto y lo hizo más extravagante. Su acto a gran escala en Las Vegas se convirtió en su sello, ampliando su número de fanes de manera espectacular, y haciéndolo rico en poco tiempo.
En 1955, Liberace ganaba $50 000 por semana en el Riviera Hotel and Casino en Las Vegas y tenía más de 200 clubes oficiales de fanes, con un cuarto de millón de miembros. Estaba ganando más de $1 000 000 por año a partir de sus apariciones públicas, y en televisión. Las actuaciones de Liberace eran con frecuencia cubiertas por las revistas más importantes y se convirtió en una superestrella de la cultura pop, pero también se convirtió en el blanco de las bromas de los comediantes y el público por su extravagancia.
Los críticos musicales eran por lo general muy duros en su apreciación respecto a su forma de tocar el piano. Liberace, una vez declaró: «Yo no doy conciertos, yo monto un espectáculo». 
En 1956 se encontró en uno de sus espectáculos de Las Vegas con un joven rupturista Elvis Presley, a quien decidió darle algunos consejos sobre cómo vestir. Durante el evento el astro del rock, junto con George y Liberace, montó una suerte de jam session donde tocaron el tema «Blue Suede Shoes».
A diferencia de los conciertos de pianistas clásicos que normalmente terminan con aplausos y un retiro fuera del escenario, el espectáculo de Liberace terminaba con el público invitado en el escenario para tocar su ropa, su piano, sus joyas, y sus manos. Un crítico comentó, cerca del final de la vida de Liberace: «El Sr. Showmanship tiene otro poder de atracción más fuerte en su show: la manera cálida y maravillosa en que trabaja su audiencia. Por sorprendente que parezca, detrás de todo el brillo de oropel, la falsa modestia y la sonrisa tímida, Liberace emana un amor que se vuelve a él mil veces». En contraste con su presencia extravagante en el escenario, Liberace era conservador en cuanto a la política y la fe, dejando de lado a los disidentes y rebeldes. Creía fervientemente en el capitalismo, pero también estaba fascinado con la realeza, la ceremonia, y el lujo. A él le gustaba codearse con los «ricos y famosos», actuó como estrella y estuvo cerca de presidentes y de reyes que eran sus seguidores y le trataban bien. Sin embargo, para sus fanes, seguía siendo uno de ellos, del Medio Oeste, que había ganado su éxito a través de trabajo duro.
En la siguiente fase de su vida, el pianista Liberace, después de haber ganado súbita riqueza, vivió el materialismo en su vida y sus actuaciones. 
Diseñó y construyó su casa en 1953, con la temática del piano por todas partes, incluyendo una enorme piscina en forma de este instrumento. 
La casa de sus sueños, la completó con lujosos muebles y antigüedades de todo tipo. Liberace aprovechaba su fama y promocionaba bancos, compañías de seguros, compañías de automóviles, empresas de alimentos, incluso empresas de servicios exequiales.
Los patrocinadores amablemente le enviaban productos de regalo, entre ellos su limusina Cadillac blanca. El programa de televisión El show de Liberace comenzó el 1 de julio de 1952, pero no se constituyó en serie regular. El productor Duke Goldstone, montó una versión cinematográfica del espectáculo local de Liberace en el año 1953, y lo vendió a decenas de emisoras locales. Sus dos primeros años en la televisión le aportaron ingresos de $7 000 000. Liberace recibió una estrella en el paseo de la fama de Hollywood en 1960 por sus contribuciones a la industria de la televisión.

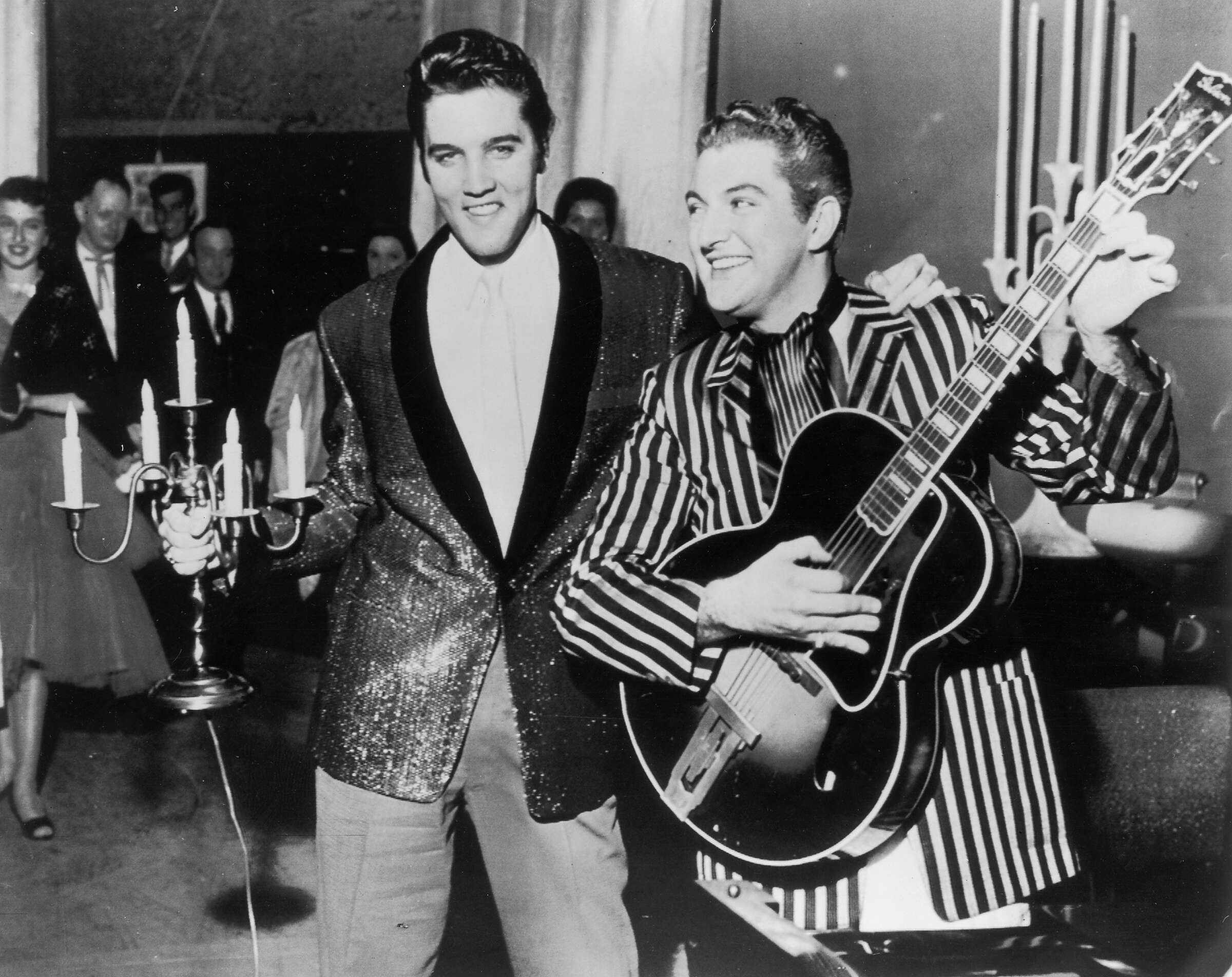
Elvis y Liberace en Las Vegas (1956)

A mediados de los sesenta, fue convocado como villano especial de la serie de ABC Batman.
Durante la década de 1970, sus apariciones incluyen papeles como invitado en episodios de Aquí está Lucy y Kojak. El enorme éxito del programa de televisión de Liberace fue el impulso principal detrás de las ventas de sus discos. De 1947 a 1951, produjo cerca de 10 discos. En 1954, llegó a casi setenta. Liberace lanzó varias grabaciones a través de Columbia Records, incluyendo «Liberace a la luz de las velas».
Más tarde, a través de la publicidad televisiva directa, vendió más de cuatrocientos mil álbumes a mediados de 1954. Su sencillo más popular fue «Ave María», vendiendo más de trescientas mil copias.
A partir de 1955, sus grabaciones y ventas disminuyeron de manera constante. Sus álbumes incluyen éxitos de la época, tales como «Hello Dolly», pero también sus propias versiones de obras de Chopin y otros grandes clásicos. A lo largo de su vida, Liberace recibió seis discos de oro. Su carrera discográfica, sin embargo, nunca alcanzó el nivel de popularidad de sus espectáculos en vivo.
La verdadera sexualidad de Liberace era un tema confuso aún más en la mente del público por su amistad y los vínculos románticos con la actriz Joanne Río (con quien, según él, casi se casó), la patinadora Sonja Henie, Mae West y la famosa transexual Christine Jorgensen. Campañas de publicidad y artículos en revistas femeninas intentaron contrarrestar los rumores de homosexualidad al presentar a Liberace como «el perfecto hombre con el que una mujer estaría encantada de estar... Tan considerado en las fechas... Nunca se olvida de las pequeñas cosas que a las mujeres les encantan...» Sin embargo, en una entrevista de 2011, la actriz y gran amiga de Liberace Betty White confirmó que Liberace era gay. Liberace murió a la edad de 67 años el 4 de febrero de 1987 en su casa de invierno en Palm Springs, California, de «neumonía por virus citomegálico, como consecuencia de la enfermedad del virus de inmunodeficiencia humana (VIH)», según el informe del forense y publicado en LA Times. Su contagio y consecuente muerte representó ser considerado como una de las primeras celebridades cuyo fallecimiento se atribuyó a dicho virus, en una época en la que aún no se conocían tratamientos lo suficientemente efectivos.